# دايسوكي اينو
دايسوكي اينو (井上 大佑 Inoue Daisuke، born May 10, 1940) هو رجل الأعمال الياباني المعروف بمخترع آلة الكاريوكي. اينو، وهو موسيقي في شبابه وُظف في دعم رجال الأعمال الذين يريدون الغناء في الحانات، اخترع الآلة كوسيلة تتيح لهم الغناء دون تغطية مباشرة. وهو لم يسجل لنفسه براءة اختراع الآلة ولذلك لم يحقق أرباحا مباشرة منها، لكنه استمر في العمل في الصناعة التي ولدتها، بما في ذلك تسجيل براءة اختراع مبيد حشرات لأجهزة الكاروكي. سمته مجلة تايم كواحد من «أكثر الآسيويين تأثيرا في القرن» في عام 1999، ومنح جائزة أ.ج نوبل للسلام في عام 2004، وعام 2005 كان موضوع فيلم السيرة الذاتية الياباني كاريوكي

## السيرة الذاتية
ولد دايسوكي اينو في أوساكا، اليابان يوم 10 مايو، 1940. وتربي في نيشينوميا، ابن لبائع فطائر في كشك أنشئ وراء محطة للقطارات. بدأ العزف على الطبول في المدرسة الثانوية، ولكنه لم يكن ماهرا، ونتيجة لذلك تولى إدارة أعمال فرقته، التي وفرت الدعم الموسيقي في ناد لرجال الأعمال الذين يرغبون في الصعود على المسرح للغناء. ولقد طور الفكرة الأساسية للكاريوكي، والتي تعني «الأوركسترا الفارغة»، عندما يريد الزبون من اينو أن يدعمه خلال رحلة عمل لا يستطيع اينو حضورها، كان يزود رجل الأعمال بمسجلة موسيقية بدلا من ذلك. الظن بأن هذه الفكرة قد يكون عليها إقبال على نطاق واسع، بدأ في عام 1971 بتأجير الحانات في كوبه 11 آلة مزودة بأشرطة ومكبرات الصوت التي جمّعها مع بعض الأصدقاء. ولقد أثبتت شعبيتها، وولدت صيحة.
اينو لم يسجل لنفسه براءة اختراعه، ولذلك لم يحقق ارباحا مباشرة من الاختراع الذي انشأ صناعة مزدهرة. وهو استمر في العمل في هذا الميدان، من خلال اختراع مبيد حشري لصد الصراصير والفئران التي تدمر الإلكترونيات داخل أجهزة الكاريوكي. في الثمانينات، أدار شركة تعمل في منح التراخيص للموسيقى في أجهزة الكاريوكي ثمانية المسار. وفي التسعينات، مع توقف استخدام أجهزة الكاريوكي ثمانية المسار، حول اينو شركته نحو العمل مع دايشيكوشو، ثم مع شركة الكاريوكي الأفضل، وعلى الرغم من انه كان يكسب قدر كبير من المال بصفته رئيس مجلس إدارة الشركة، غادرها بعد تعرضه لفترة من الاكتئاب. وفي وقت لاحق، أطلق اينو جمعية صناع الكاريوكي اليابانية العامة 
في عام 1996، ارتباط اينو بالكاريوكي أعلن عنه لأول مرة عن طريق قناة تلفزيونية في سنغافورة. في عام 1999، اعترفت مجلة تايم بدور اينو في الجنون الدولي الحديث، واصفة إياه بأنه من بين «أكثر الآسيويين تأثيرا في القرن». «بالقدر الذي غير ماو تسي تونغ أو مهندس غاندي الأيام الآسيوية،» كاتب تايم بيكو آير كتب: «اينو حول لياليها.»  بعد اشتهاره عن طريق مجلة تايم ، اجتذب اينو اهتمام وسائل الاعلام الدولية.
في عام 2004، ذهب اينو إلى جامعة هارفارد لقبول جائزة أ.ج نوبل للسلام تقديرا لاختراعه؛ ومقولته «اود أن أعلم العالم الغناء» حازت على تصفيق حار وقوفا من الجمهور. عريف الحفل مارك ابراهامز اشار انه كان أطول تصفيق حار وقوفا رأته جوائز أ.ج نوبل على الإطلاق، والجمهور الكبير من الحائزين على جائزة نوبل رد على اينو عن طريق الغناء مع جوقة «لا يمكنني إزاحة نظري عنك».
في عام 2005، أصدر المخرج هيرويوكي تسوجى فيلم خيالي يروي سيرة حياة اينو يدعى كاريوكي. 